# Kaltchyk
 (mai 2018).
Si vous disposez d'ouvrages ou d'articles de référence ou si vous connaissez des sites web de qualité traitant du thème abordé ici, merci de compléter l'article en donnant les références utiles à sa vérifiabilité et en les liant à la section « Notes et références ».
La rivière Kaltchyk (en ukrainien : Кальчик) est un cours d'eau d'Ukraine et un affluent de rive droite du Kalmious, dans lequel il se jette à Marioupol, puis dans la mer d'Azov.

## Géographie
L'un de ses affluents est la rivière Malyï Kaltchyk.

## Histoire
On croit que c'est sur ses rives qu'eut lieu la bataille de la Kalka le 31 mai 1223, qui opposa les Mongols aux princes de Galicie-Volhynie, de Kiev, de Tchernihiv et de Smolensk, alliés aux Kiptchak. Les Mongols feignirent de battre en retraite et après avoir épuisé leurs adversaires par une longue poursuite, se retournèrent contre les Russes désorganisés et les écrasèrent. Le prince de Kiev, qui n'avait pas participé aux combats, se battit encore quelques jours puis dut déposer les armes à des conditions acceptables. Les Mongols ne les respectèrent pas et massacrèrent ses hommes jusqu'au dernier.